# Dietrich Schulz
Dietrich Schulz (* 24. Juli 1932 in Prenzlau; † 5. August 2013 in Lübeck) war ein deutscher Unternehmer und Mäzen.

## Leben
Dietrich Schulz war der älteste von drei Söhnen eines Studienrats. Die Familie flüchtete 1945 in den Westen. Nach dem Abitur studierte er Wirtschafts- und Sozialwissenschaften an der Universität Köln. Er arbeitete zunächst als Wirtschaftsprüfer und Unternehmensberater, dann in verschiedenen Führungspositionen in Unternehmen. 1968 wurde er an der Universität Köln zum Dr. rer. pol. promoviert.
1977 wurde er Mitglied des Vorstands der Possehl-Gruppe und später dessen Sprecher bis 1997. In diesem Jahr wurde er Vorstand der Possehl-Stiftung und Vorsitzender des Aufsichtsrates der Possehl-Gruppe. Von 1987 bis Ende 1995 war er Präsident der Vereinigung der Schleswig-Holsteinischen Unternehmensverbände.

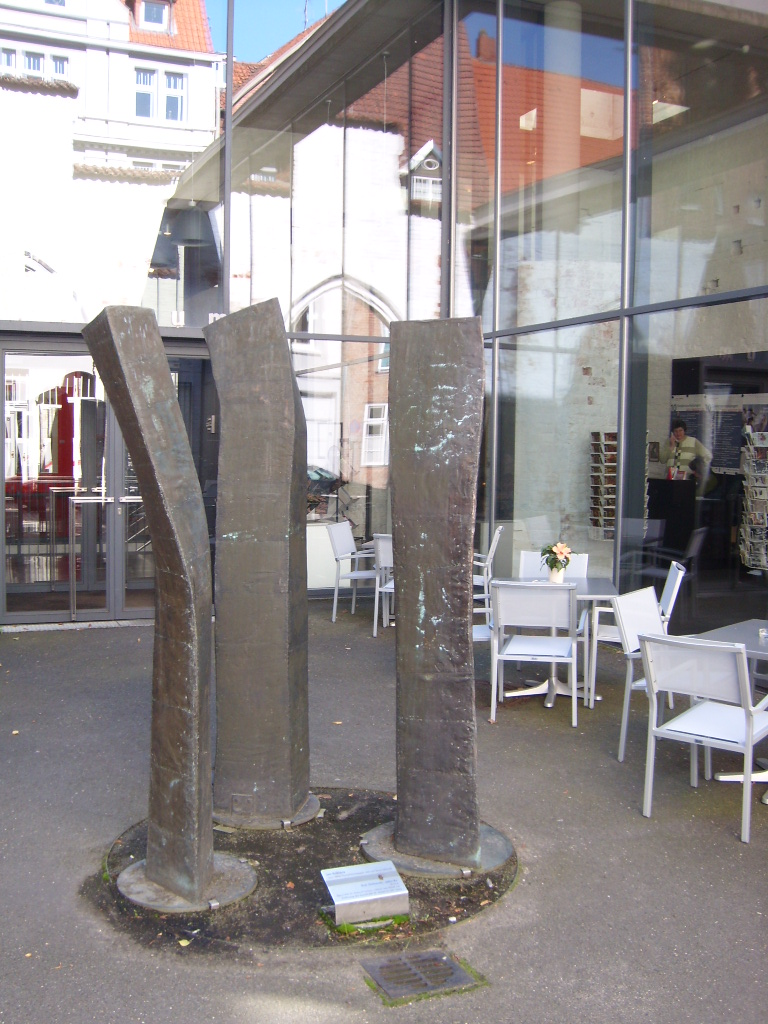
Von Dietrich Schulz gestiftet: Jan Koblasa, Drei Stehende

Er war vielfältig für Kunst und Kultur engagiert; ihm zu Ehren wurde die Dr. Dietrich Schulz Kunststiftung errichtet, die er selber unterstützte und aus deren Mitteln der Kunstpreis der Schleswig-Holsteinischen Wirtschaft vergeben wird. Mitbegründer des Vereins der Freunde der Lübecker Museen. Zur Einweihung der Kunsthalle St. Annen 2004 stiftete er die Skulptur Drei Stehende von Jan Koblasa (geschaffen 1981).
Schulz war bis 2001 königlich schwedischer Honorarkonsul, langjähriger Vizepräsident der Deutsch-Schwedischen Handelskammer und seit 2001 ihr Ehrenmitglied.

## Auszeichnungen
- Bundesverdienstkreuz 1. Klasse 1988
- Großes Bundesverdienstkreuz mit Stern 1998
- Nordsternorden, Kommandeur
- Ehrenbürger der Universität Lübeck[4]